# دالاس لوري شارب
دالاس لوري شارب (بالإنجليزية: Dallas Lore Sharp)‏ هو كاتب أمريكي، ولد في 1870 في Haleyville, New Jersey ‏ في الولايات المتحدة، وتوفي في 1929.